# Divisão N.º 3 (Alberta)
A Divisão N.º 3 é uma das dezenove divisões do censo da província canadense de Alberta, conforme definido pela Statistics Canada. A divisão está localizada na Região Sul de Alberta, e sua maior comunidade urbana é o município de Claresholm.